# Kannamangala, Bangalore South
Kannamangala là một làng thuộc tehsil Bangalore South, huyện Bangalore Urban, bang Karnataka, Ấn Độ.